# Семенхкара
Семенхкара — давньоєгипетський фараон з XIII династії.